# Rose Epié
 (mars 2024).
Rose Epié est une femme de presse camerounaise; elle est présentatrice à la CRTV.

## Biographie

### Carrière
Rose Epié mène une carrière d sur la chaîne nationale de télévision camerounaise; la CRTV. Elle devient célèbre comme présentatrice des programmes populaires tels que Tam Tam Weekend et V comme vedette,.